# كاونتر سترايك
كاونتر- سترايك (بالإنجليزية: Counter-Strike) هي لعبة فيديو ثلاثية الأبعاد من نوع التصويب من المنظور الأول، يلعبها أكثر من شخص إما على الإنترنت أو على الشبكة المحلية، وهي عبارة عن تغيير شامل للعبة هالف - لايف. تلعب هذه اللعبة بصحبة فريقين، فريق إرهابي وفريق مكافحة الإرهاب منقسمة إلى عدة جولات. قام بإنتاجها مينه لي وجاس كليف، وصدرت لأول مرة في 18 يونيو 1999. تسجل نقاط للاعبين نتيجة لإنجازهم الأهداف المحددة على الخريطة، وذلك من أجل فوز الفريق في كل جولة. عرفت اللعبة عند إطلاق النسخة 1.6، وكان ذلك يوم 15 سبتمبر عام 2003، وحققت نجاحاً ورواجاً كبيرين، وتم تنزيلها من الإنترنت ملايين المرات من الموقع الرسمي ستيم.

## طريقة اللعب
تلعب لعبة كاونتر سترايك عن طريق اختيار فريق الإرهاببين أو فريق مكافحة الأرهاب (أو تختار لتكون متفرجاً)
كل فريق عليه أن يحاول أن يقوم بمهمته أو يقوم بالقضاء على الفريق الآخر كلياً. تبدأ كل جولة مع فرز كل فريق في الجهة المعاكسة للفريق الآخر (وأغلب الأحيان في أبعد مكان عن الفريق الآخر). يستطيع اللاعب أن يختار شخصية من من ثمان شخصيات لكل فريق أربع خيارات (أربعة إرهابيين وأربعة مكافحة إرهاب). عندما تبدأ الجولة يعطى اللاعبون 800 دولار وعدد قليل من الثواني ويسمى (وقت التجمد) أو (بالإنجليزية: Freeze Time) بحيث لا يستطيع اللاعب التحرك، وفقط يستطيع القيام بشراء الأسلحة والمعدات الأخرى لاستخدامها في إتمام مهمته. ويستطيع اللاعب العودة لاحقاً لمنطقة شراء الأسلحة ليقوم بشراء طلقات للسلاح أو المسدس (ولكن خلال وقت معين) وإن تم انتهاء الوقت المعين لن يستطيع شراء أي شيء. وعند انتهاء الجولة، فإن اللاعبون الذين بقوا على قيد الحياة يبدأوا الجولة الثانية في نفس الأسلحة التي اختاروها، أما الذين قتلوا فيبدأوا بمسدس فقط (يمكنك تعديل الإعدادات عن طريق إعدادات الخرائط).
هناك أرباح وخسائر نقدية في اللعبة لكل من يقوم يفوز بالجولة أو يخسر الجولة أو يقوم بقتل طرف معادي أو يحرر رهينة (مكافحة الإرهاب) أو يقوم بزرع قنبلة (الإرهابيين) (يربح محرر الرهينة عندما يخرج الرهينة 150 دولارا ويربح 1000 دولار إذا أوصله إلى نقطة الإنقاذ حيا، ويربح مفجر القنبلة ثلاث نقاط إذا انفجرت القنبلة قبل أن يفككها فريق مكافحة الإرهاب (الإرهابيين)، أما إذا تمكن أحد أعضاء فريق مكافحة الإرهاب من تفكيك القنبلة قبل أن تنفجر فسيربح ثلاث نقاط كذلك (مكافحة الإرهاب)
أما الخسائر فتتضمن قتل أحد الرهائن سواء أكان ذلك حادثا أم متعمدا وسيخصم من نقوده 1500 دولار، أما إذا خسر الجولة قد يتم خصم بعض ماله، وإذا أنفقه على شراء أغراض عسكرية كثيرة قد يفقد مالا إذا قتل في جولته الحالية.
لوحة النتائج تحتوي على نتائج الفريقيين وإحصائيات لكل لاعب: الاسم، القتل، الموت، وكما تظهر لوحة النتائج اللاعبين الميتين، واللاعب الذي يحمل القنبلة، واللاعب المهم (بالإنجليزية: VIP) ويربح 1500 دولار إذا قتلت اللاعب المهم (الإرهابيين فقط).

## التطوير
بما أن لعبة كاونتر سترايك تعتبر لعبة معدلة أو (بالإنجليزية: MOD)، فقد قامت بجمع العديد من كاتبين التعديلات ومعدلين الألعاب، وبعض التعديلات تحتوي على شخصيات بوت حاسوبية، وبينما تقوم تعديلات أخرى بحذف أشياء معينة من اللعبة، وهناك تعديلات تقوم بالتأثير على اللعبة بشكل كبير جداً مثل تعديل الزومبي أو (بالإنجليزية: Zombie) الذي يحول اللعبة إلى مطاردة بين البشر ومصاصوا الدماء٬ ديثماتش الذي يضيف للعبة إمكانية العودة الفورية للعب بعد موتك و ديثرون الذي يضيف للعبة مهمة جديدة وتتمثل في تجاوز عراقيل يقوم بها المجرم لحماية نفسه من هجوم الشرطة علما أن هناك مجرم واحد يتصدى لعدد كبير من الشرطة.

## الغش
كانت لعبة كاونتر سترايك أكثر لعبة تجذب اللاعبين الغشاشين من أول إصدار لها، في اللعبة يعتبر الغشاشون كالمخترقين، ومن أهم أنواع الغش:
- خرق الجدران (Wall HACK): مما يمكن اللاعب من الرؤية من خلال الجدار.
- خرق السرعة (Speed HACK): مما يمكن اللاعب من زيادة سرعته.
- خرق الارتداد (Fix CFG): مما يمكن اللاعب من إطلاق النار على الخصم من دون اهتزاز السلاح للأعلى وللأسفل.
- خرق التوسع: مما يمكن اللاعب من إطلاق النار على الخصم بشكل مستقيم على المحور السيني من دون اهتزاز.
- التعيين الآلي (CD HACK): مما يمكن اللاعب من التعيين على الخصم بشكل مباشر.
- خرق مضاد لقنابل الدخان وقنابل الوميض (CD HACK): بحيث لا يتأثر اللاعب بهذه القنابل.

لقد قامت شركة فالف بزرع نظام فالف لمكافحة الغش ويسمى VAC، وأي لاعب يقوم بالغش على خادم مفعل عليه نظام (VAC) فإنه يخاطر بحرمان أبدي لحسابه من جميع الخوادم التابعة لهذا النظام.

## الأسلحة

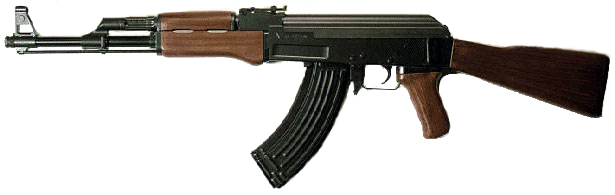
Ak-47
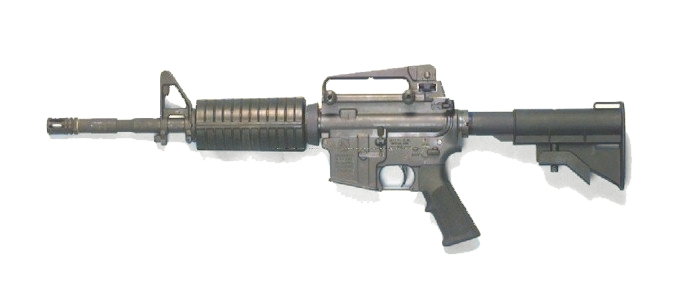
Colt M4

أسلحة اللعبة متعددة ويمكن أن تشتريها مباشرة بعد أن تتوفر على مال اللعبة ومنها:

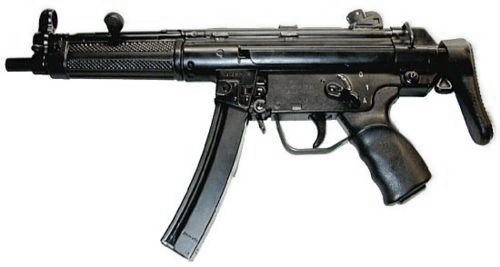
pistolets mitrailleurs
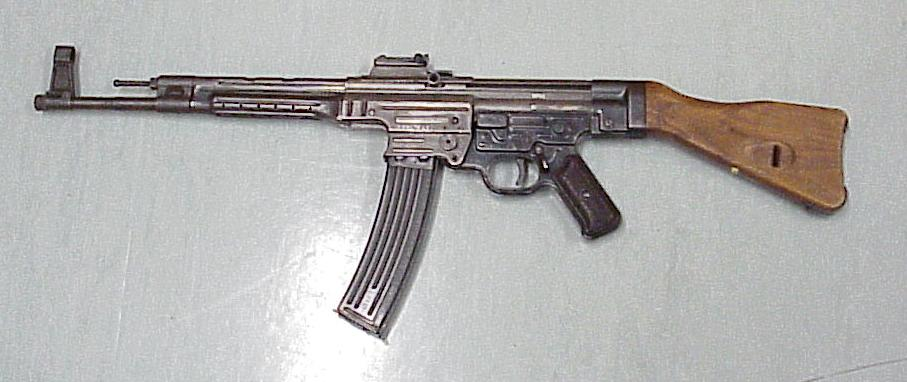
fusils d'assaut
fusils de précision
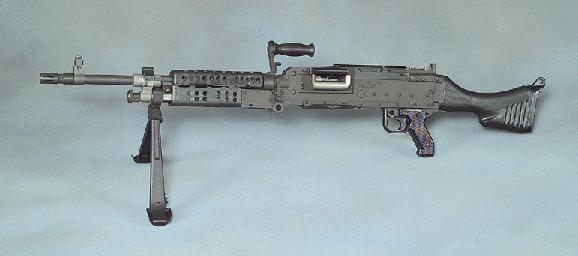
Mitrailleuse
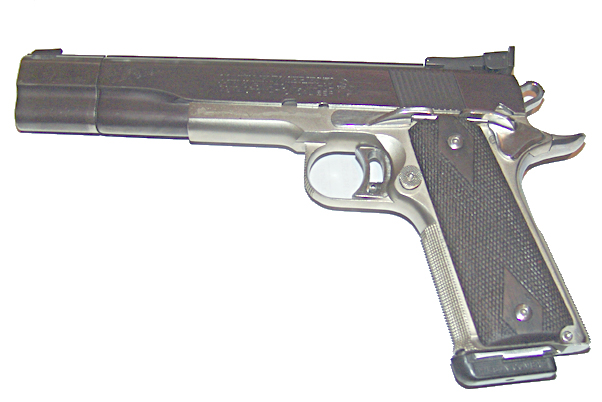
pistolets
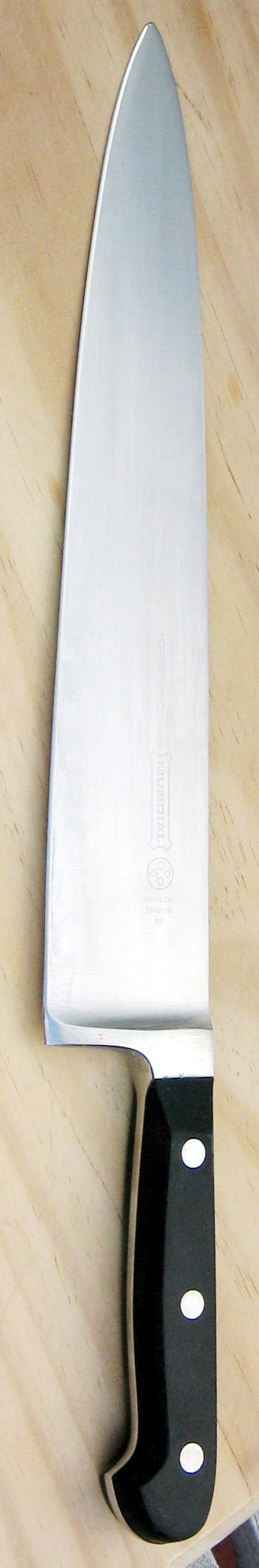
couteau
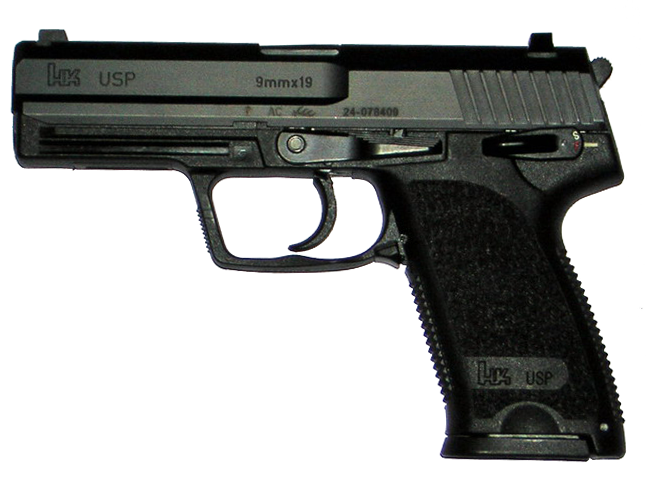
HK USP
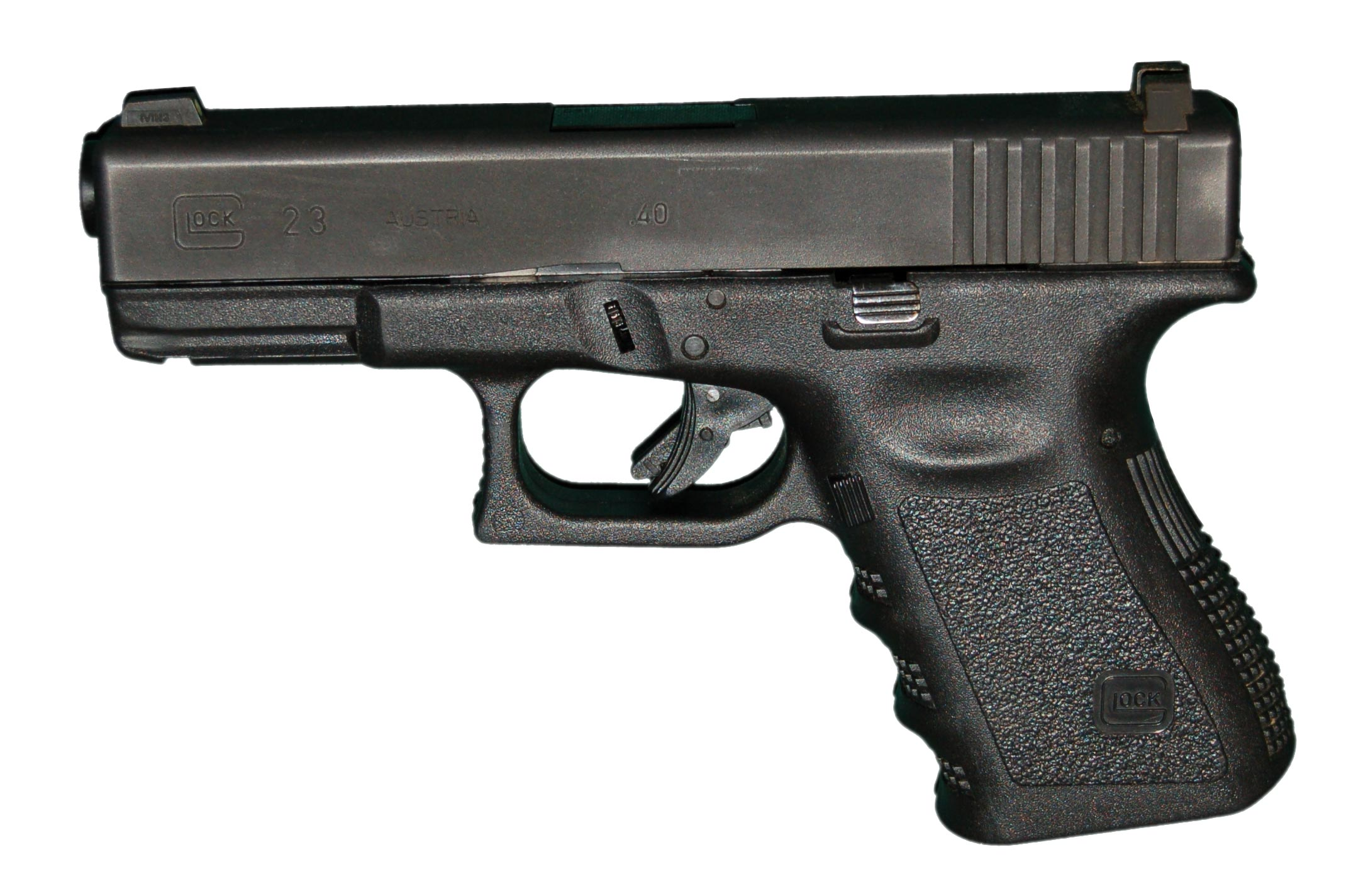
Glock pistolet
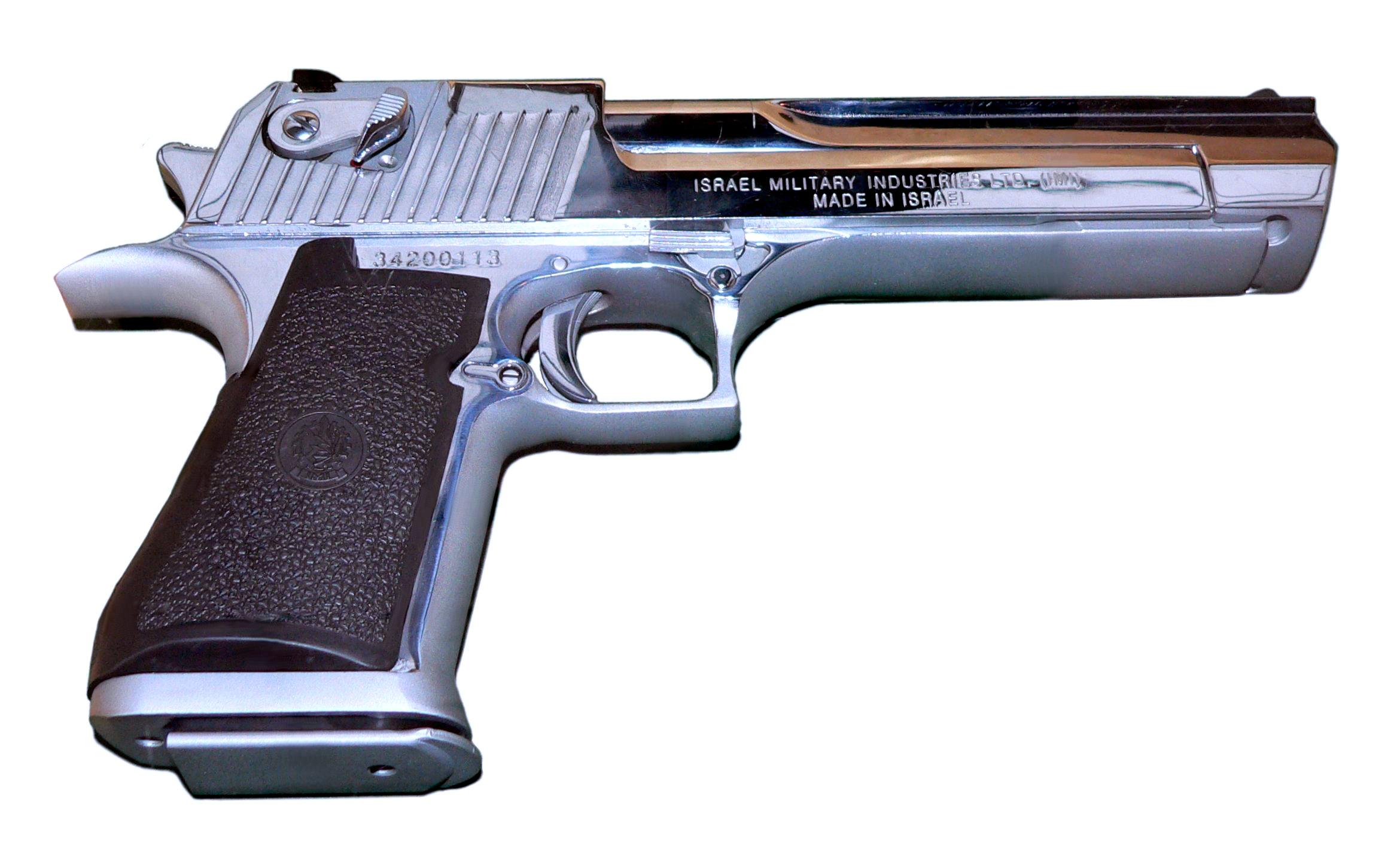
Desert Eagle
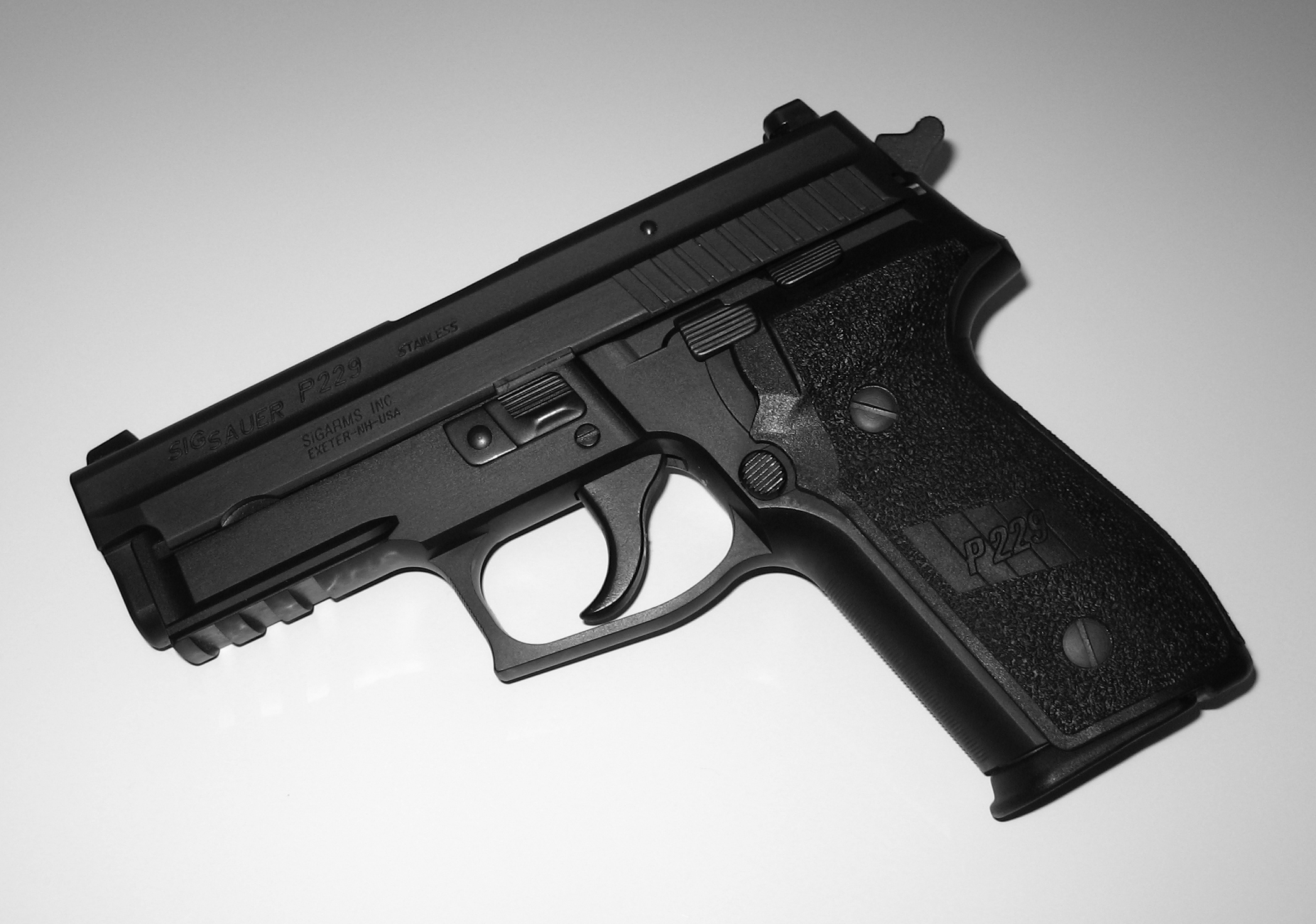
SIG-Sauer P228
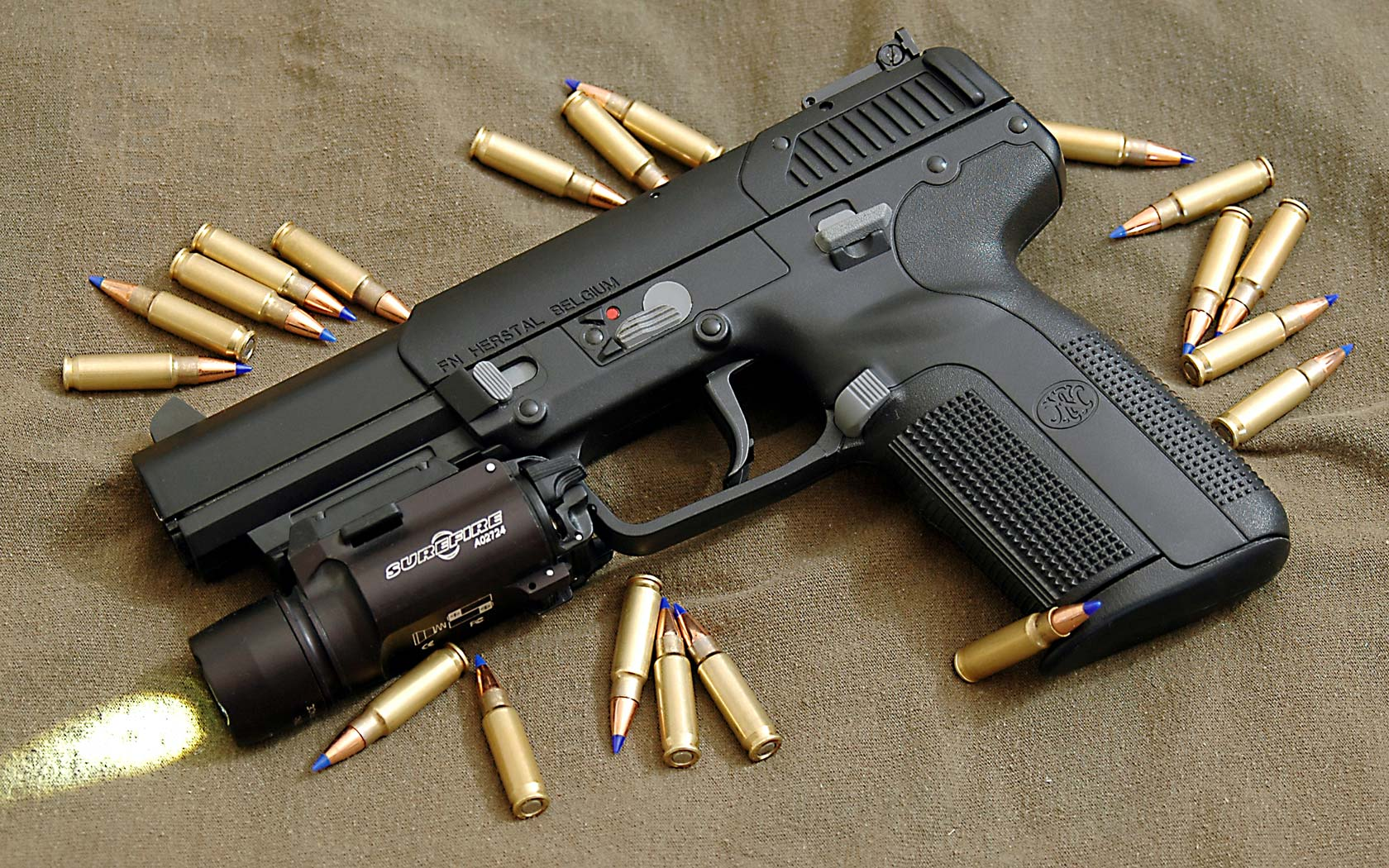
FN Five-seveN

- Ak-47
- Colt M4

## الإستقبال

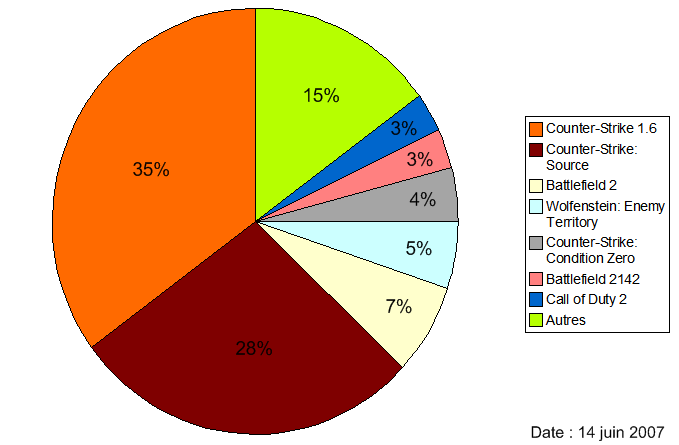
أعطال ألعاب الإنترنت FPS

تقدير مبيعات التجزئة للعبة كاونتر سترايك في ديسمبر 2008:

كاونتر سترايك: 4.2 مليون

كاونتر سترايك كوندشن زيرو: 2.9 مليون

كاونتر سترايك سورس: 2.1 مليون

كاونتر سترايك ريانيشنز: 1.2 مليون

## روابط خارجية
- كاونتر سترايك على موقع IMDb (الإنجليزية)